# Xylopertha praeusta
Xylopertha praeusta är en skalbaggsart som först beskrevs av Ernst Friedrich Germar 1817.  Xylopertha praeusta ingår i släktet Xylopertha och familjen kapuschongbaggar. Inga underarter finns listade i Catalogue of Life.